# خانه‌به‌دوش (فیلم ۱۹۳۹)
خانه‌به‌دوش (لهستانی: Włóczęgi) یک فیلم کمدی لهستانی به کارگردانی میخاو واشینسکی است که در سال ۱۹۳۹ منتشر شد.

## گزیدهٔ بازیگران
- کاژیمیش وایدا
- هنریک فوگلفنگر
- استانیسواوا ویسوتسکا
- هلنا گروسوونا
- آنتونی فرتنر
- استانیسواو شیه‌لاینسکی
- آندژی بوگوتسکی
- هلنا بوچینسکا
- استانیسواف گرولیتسکی